# باري كينيدي
باري كينيدي هو متسابق خماسي حديث كندي، ولد في 17 يناير 1953 في إدمونتون في كندا.

## وصلات خارجية
- باري كينيدي على موقع اللجنة الأولمبية الدولية (الإنجليزية)
- باري كينيدي على موقع أوليمبيديا (الإنجليزية)
- باري كينيدي على موقع اللجنة الأولمبية الكندية (الإنجليزية)